# Continuous Linked Settlement
Continuous Linked Settlement (englisch dauerhaft vernetzte Abwicklung) ist im Bankwesen die Bezeichnung für ein übergeordnetes, als Clearinghaus institutionalisiertes Abrechnungs- und Abwicklungssystem, das weltweit von Finanzinstituten genutzt wird. Es eliminiert die gegenseitigen Erfüllungsrisiken der Kreditinstitute untereinander und trägt zur Verminderung der Vorleistungsrisiken bei. 

## Vorgeschichte
Der weltweite Interbankenhandel wird geprägt durch großvolumige Bankgeschäfte im Devisen-, Wertpapier- und Derivatehandel. Diese Geschäfte bestehen aus der gegenseitigen Lieferung und Zahlung „Zug um Zug“ am Erfüllungstag. An jenem Tag vertraut die erfüllende Bank bei der eigenen Leistung darauf, dass auch die Gegenseite (Kontrahent) ihre Gegenleistung erbringt. Die Gefahr, dass eine der beiden Leistungen ausbleibt und die eigene Leistung bereits erbracht wurde, wird Erfüllungsrisiko genannt. Eine Vielzahl von Bankenpleiten, insbesondere der Herstatt-Bank im Juni 1974, rückte dieses Erfüllungsrisiko in den Vordergrund der Diskussion. Der Kölner Herstatt-Bank wurde am 26. Juni 1976 durch die deutsche Bankenaufsicht verboten, nach 16:15 Uhr MEZ noch Zahlungen zu leisten. Das betraf sogar jene Devisenhandelstransaktionen, bei denen die Herstatt-Bank selbst bereits die Gegenerfüllung erhalten hatte. Zu jenem Zeitpunkt hatte der Geschäftstag in New York City gerade begonnen, und wenigstens 12 Herstatt-Partnerbanken hatten unwiderruflich Zahlungen in Höhe von geschätzten 200 Millionen US-Dollar geleistet; wegen der Zeitverschiebung erhielten sie jedoch nicht mehr die fällige Gegenleistung. Die Schließung des Bankhauses Herstatt war der erste – aber nicht letzte – und spektakulärste Fall eines Bankzusammenbruchs, bei dem nicht vollständig abgewickelte Devisenhandelstransaktionen zu schwerwiegenden Problemen bei den Zahlungsverkehrs- und Abrechnungssystemen führten. Dieses Risiko traf insbesondere auch die deutsche KfW, die am 15. September 2008 aus einem Devisenswap rund 319 Millionen Euro an Lehman Brothers überwies, als deren Konkurs bereits bekannt war. Die fällige Gegenleistung von Lehman Brothers über 500 Millionen US-Dollar blieb zunächst aus und musste von der KfW letztendlich zu 1/3 als Verlust verbucht werden.
Das Risiko, dass die eine Partei eines Devisenhandelsgeschäfts die von ihr verkaufte Währung auszahlt, ohne die von ihr gekaufte Währung zu erhalten, wird als Erfüllungsrisiko bei Devisenhandelstransaktionen oder als „Herstatt-Risiko“ bezeichnet. Das gilt für alle übrigen Basiswerte. Um das Problem des Erfüllungsrisikos asynchroner Abwicklung zu lösen, präsentierte 1995 die Bank für Internationalen Zahlungsausgleich einen Lösungsansatz auf der Grundlage des Prinzips „Zahlung gegen Zahlung“. In einer Weiterentwicklung dieses Ansatzes gründeten die G20-Banken im Juli 1997 ein zweckgebundenes Finanzinstitut, die CLS Bank International.

## Gründung
Nach diesen jahrelangen Vorarbeiten gründeten die 20 führenden Devisenhandelsbanken im Juli 1997 die CLS-Bank in New York und institutionalisierten mit ihr das System des Continuous Linked Settlement. Das gegenseitige Erfüllungsrisiko der Marktteilnehmer wird bei ihr durch das Prinzip „Zahlung gegen Zahlung“ ausgeschaltet. Die neue Bank installierte das weltweit erste Settlement-System, um hiermit das gegenseitige Erfüllungsrisiko im Devisenmarkt bei zunächst 17 Währungen zu eliminieren. Diese Währungen repräsentieren etwa 94 % des weltweit täglich gehandelten Devisenvolumens. Nach zahlreichen Tests wurde die Bank am 9. September 2002 mit 39 Mitgliedern und 7 Währungen in Betrieb genommen. Im Februar 2009 gab es 62 aktive Settlement-Mitglieder und 4.576 Drittparteien, die das System nutzen. Nach eigenen Angaben entfiel auf die CLS-Bank ein Anteil von 68 % des weltweiten Devisenmarktes, woraus sich im März 2012 ein täglich über die Bank abgewickeltes Volumen von über 5 Billionen US-Dollar ergab.
Als monofunktionales Institut geplant, wickelt sie unter anderem ab 2008 auch Kreditderivate und andere handelbare Finanzinstrumente ab. Die CLS-Bank arbeitet in New York als Auslandsbank (so genannte „edge corporation“) unter der Finanzaufsicht der Federal Reserve Bank of New York.

## Funktionsweise
Continuous Linked Settlement versteht sich als kontinuierlicher Abwicklungsprozess, der auf einer simultanen Übertragung der beiden Erfüllungsteile auf die beiden Vertragspartner beruht. Anstatt bei einem Handelsgeschäft die Zahlungen gegenseitig bilateral auszutauschen, erbringt jeder Kontrahent etwa eines Devisenkassageschäftes die auf ihn entfallende Zahlungsverpflichtung auf ein Multiwährungskonto bei der CLS-Bank. Diese achtet darauf, dass die beiden Leistungen vertragsgemäß erfolgen, also übereinstimmen (englisch matching principle). Durch die CLS-Bank werden die gegenseitigen, bisher dezentral erfolgten Vertragsleistungen zentralisiert bei gleichzeitiger Synchronisierung der Erfüllungszeitpunkte. Die Asynchronität der gegenseitigen Erfüllungszeitpunkte ergibt sich sowohl aus den unterschiedlichen Zahlungszeitpunkten als auch aus möglichen Zeitunterschieden durch die bestehenden Zeitzonen. Durch Zusammenführung bei der CLS-Bank können diese Unterschiede ausgeglichen werden. Das hieraus resultierende System ist einfach: entweder erhalten beide Vertragspartner die ihnen jeweils zustehende Leistung zeitgleich oder keiner. Sind die Voraussetzungen beidseitig erfüllt, verteilt die CLS-Bank die Zahlungen an den jeweils anderen Vertragspartner. Damit leistet die CLS-Bank einen wesentlichen Beitrag zur Ausschaltung des Erfüllungsrisikos.
Die CLS-Bank ist kein Zentraler Kontrahent, übernimmt keine Abwicklungsgarantie und betreibt kein Netting, sondern ist ein Clearinghaus, das das Settlement-Risiko der Kontrahenten durch Rückgabe der nicht „gematchten“ Transaktion ausschließt. 

## Geschäftsablauf
Zunächst übermitteln die CLS-Mitglieder die Daten der abzuwickelnden Transaktionen; dies geschieht normalerweise bis 0.00 Uhr MEZ am Tag der Abwicklung. Unter Berücksichtigung aller vorliegenden Transaktionen errechnet die CLS-Bank dann für jedes Mitglied den Nettobetrag, den es für jede Währung insgesamt zu leisten bzw. zu erhalten hat, und um 6.30 Uhr MEZ wird für jedes Mitglied ein entsprechender Einzahlungszeitplan herausgegeben. Die Zahlungen an die CLS-Bank sind in der Zeit von 7.00 bis 12.00 Uhr MEZ zu leisten, wobei die stündlichen Fristen genau einzuhalten sind. Diese Zeit deckt sich zumindest teilweise mit den Geschäftszeiten von sechs der sieben für Zahlungen an die bzw. von der CLS-Bank verwendeten RTGS-Systeme. Zahlungen zwischen Mitgliedern und der CLS-Bank werden über das lokale Zahlungsverkehrssystem abgewickelt und erfolgen über das Konto, das die CLS-Bank für jede Währung bei der jeweiligen Zentralbank unterhält. Innerhalb des CLS-Systems wird zwischen Abwicklung von Transaktionen und Ein- bzw. Auszahlungen, d. h. Zahlungen im Verhältnis der CLS-Mitglieder und der CLS-Bank untereinander, getrennt. Das Prinzip „Zahlung gegen Zahlung“ führt dazu, dass die Mitglieder auf ihren CLS-Konten jederzeit einen nicht negativen Gesamtsaldo (sämtlicher Währungen zusammengenommen) ausweisen müssen und deshalb insgesamt über keinen Intraday-Überziehungskredit verfügen. Am Ende des Tages ist der Saldo ihrer CLS-Konten immer null.